# 閆擎
閆擎（英語：Connie Yim King，1990年11月14日—2021年3月22日），是一位香港已故電台DJ、香港電台節目主持人，曾主持《冧歌有情人》、《騷動音樂》等港台節目。
她在2010年畢業於香港中國婦女會馮堯敬紀念中學中七年級，後來升讀香港中文大學中文系。於2021年3月22日因未有上班而被發現在家中猝逝。閆擎火化後，靈位安放於曾咀靈灰安置所6樓。。

## 節目主持

### 電台
香港電台第二台：
- 《中女宅男殺很大》（監製）
- 《三五成群 (香港電台節目)》（監製）
- 《冧歌有情人》（與司勳共同主持）
- 《生活進行式》（主持）
- 《騷動音樂》

1. 與梁德輝共同主持：2019年4月1日至2020年10月16日
2. 與波盛共同主持：2020年10月19日至2021年3月19日

香港電台普通話台：
- 《菲常學堂》（主持）
- 《U秀幫》（主持）
- 《單戀專家》（主持）
- 《夢想放題》（主持）
- 《網開多面》（主持）

## 外部連結
- 閆擎的Instagram帳戶